# Airone (torpediniera)
L'Airone è stata una torpediniera della Regia Marina.

## Storia
All'entrata in servizio il 10 maggio 1938 il primo comandante della torpediniera fu il CC Alberto Banfi.
Nel 1939, a meno di un anno dalla propria entrata in servizio, al comando del CC Giulio Merini, la torpediniera prese parte alle operazioni che portarono alla conquista italiana dell’Albania. Il 7 aprile 1939 la torpediniera partecipò alle operazioni di sbarco a Santi Quaranta bombardando le installazioni militari albanesi con le proprie artiglierie e fu in tale occasione che un membro dell'equipaggio, il secondo capo segnalatore Tommaso Lamberti, rimase gravemente ferito e morì in seguito: per il suo valoroso comportamento prima e dopo il ferimento Lamberti ricevette la Medaglia d'oro al valor militare alla memoria.
Successivamente (1939-1940) l’Airone venne dislocata in Libia, operando in compiti di guardia costiera e collegamento tra Libia e Sicilia.
Nel gennaio 1940 assunse il comando dell’Airone, che era caposquadriglia della I Squadriglia Torpediniere (che formava insieme alle gemelle Aretusa, Alcione ed Ariel) con base ad Augusta, il capitano di corvetta Alberto Banfi.
Agli inizi della seconda guerra mondiale la torpediniera, con base ad Augusta od a Messina, fu impiegata in compiti antisommergibile e di scorta convogli tra la Sicilia e la Tripolitania.
Il 29 luglio 1940, nell'ambito dell'operazione «Trasporto Veloce Lento», l’Airone e le altre tre torpediniere della I Squadriglia vennero inviate a rafforzare la scorta – torpediniere Circe, Clio, Climene e Centauro della XIII Squadriglia – di un convoglio composto dal piroscafo passeggeri Marco Polo e dagli incrociatori ausiliari Città di Palermo e Città di Napoli, in navigazione da Napoli a Bengasi.
Il 10 ottobre 1940, appena due giorni prima del proprio affondamento, l’Airone partecipò ad una caccia antisommergibile al largo di Siracusa insieme alla gemella Alcione ed idrovolanti dell'89ª Squadriglia, durante la quale si ritenne di aver affondato il sommergibile britannico Triad. In realtà questa unità subacquea venne affondata cinque giorni dopo da un sommergibile italiano, il Toti.
Nella notte tra l'11 ed il 12 ottobre 1940 l’Airone fu inviata a pattugliare, insieme ad Alcione ed Ariel ed ai cacciatorpediniere della XI Squadriglia (Aviere, Artigliere, Geniere, Camicia Nera) l'area ad est di Malta, alla ricerca di navi britanniche che avrebbero dovuto trovarsi in quella zona. Il pattugliamento, iniziato all'una di notte del 12 ottobre, si svolgeva alla velocità di 12 nodi con rotta per 270°, con le torpediniere distanziate tra di loro di circa 4 miglia. L’Airone era la seconda unità dello schieramento, preceduta dall’Alcione e seguita dall’Ariel, mentre i cacciatorpediniere si trovavano ancora più a sud. All'1.38 l’Alcione, l'unità che era più a nord, avvistò a 18.000 metri di distanza l'incrociatore leggero HMS Ajax, che faceva parte di un più ampio schieramento navale britannico che stava tornando ad Alessandria dopo aver scortato un convoglio per Malta. L’Airone e l’Ariel lo avvistarono una dopo l'altra all'1.42, da 14.000 metri; l'Airone aumentò la velocità portandola a 14 nodi. Le tre torpediniere si portarono quindi all'attacco: l’Alcione lanciò per prima due siluri all'1.57, immediatamente seguita dall’Airone che sempre all'1.57 lanciò due siluri da 2.000 metri contro il lato sinistro dell’Ajax, poi, dopo un minuto, apparendo che la nave britannica avesse modificato la propria rotta, effettuò il lancio di altri due siluri con nuovi dati, aprendo al contempo il fuoco da 700 metri, continuando ad avvicinarsi ad elevata velocità (nel corso di tale manovra la scia dell’Airone deviò l'unico siluro lanciato dall’Ariel, che la seguiva). Lanciati tutti i quattro siluri a disposizione, l’Airone assunse rotta di allontanamento, eseguendo frattanto quattro salve con i cannoni e sparando anche con le mitragliere: tre proiettili da 101 mm colpirono l’Ajax – due sul ponte di coperta ed uno sei metri sopra la linea di galleggiamento –, provocando vari danni (un complesso da 102 mm distrutto, un piccolo incendio in un ripostiglio, 12 morti tra cui due ufficiali e 22 feriti tra cui un altro ufficiale), ma quest'azione impedì all’Alcione di attaccare con altri siluri e soprattutto scatenò la violenta reazione dell’Ajax, che (erano le due di notte) aprì il fuoco con i cannoni di prua e fulminò l’Airone dalla distanza di soli 300 metri: centrata da svariati proiettili soprattutto a poppa (dove rimasero uccisi gran parte dei serventi dei cannoni), con gran parte dell'equipaggio morto o ferito (lo stesso comandante Banfi rimase gravemente ferito alla colonna vertebrale), la torpediniera italiana venne ridotta a un relitto galleggiante nel giro di quattro minuti. Oltre che dai cannoni da 152 mm, l’Airone venne spazzata anche dal tiro delle mitragliere (quando la distanza si fu ridotta ad appena cento metri) e centrata da un siluro, che devastò ulteriormente la nave, che s'immobilizzò alle 2.05. Rimasta alla deriva in fiamme, affondò dopo una lunga agonia alle 3.34 (altre fonti pongono invece l'ora dell'affondamento alle 2.35), in posizione 35°37' N e 16°42' E, circa 73 miglia a sudest di Capo Passero. Il comandante Banfi fece abbandonare la nave ai sopravvissuti (che vennero recuperati dall’Alcione, che, tornata sul posto a soccorrere i naufraghi, si era imbattuta nel rottame fiammeggiante dell'unità gemella), poi rimase a bordo insieme ai moribondi ed ai feriti più gravi (che non avevano potuto buttarsi in mare) inneggiando al Re, aspettando di affondare con la propria unità. Quando ciò avvenne Banfi fu trascinato a fondo con essa, ma fu riportato a galla da una grossa bolla d'aria e si unì quindi ad un gruppo di naufraghi dell’Airone, venendo infine recuperato dopo 36 ore trascorse in mare.
In tutto vennero recuperati 84 sopravvissuti dell’Airone, la maggior parte degli uomini dell'equipaggio. Il comandante Banfi fu decorato con la Medaglia d'oro al valor militare.
L'Airone, insieme con la gemella Ariel (affondata nello stesso combattimento), fu la prima torpediniera della classe Spica ad andare perduta in guerra.
Comandanti
Capitano di corvetta Alberto Banfi (nato a Pinerolo il 18 marzo 1903) (10 giugno - 12 ottobre 1940).